# Tara McDonald
Tara McDonald (Brighton, 8 marzo 1979) è una cantautrice britannica.
Ha raggiunto la notorietà con una serie di brani che hanno raggiunto l'apice di classifiche internazionali. Tara ha raggiunto il successo lavorando con Armand Van Helden e Axwell e scrivendo e cantando My My My e Feel The Vibe. Entrambi i brani hanno raggiunto il numero 1 nelle club chart internazionali e hanno raggiunto le posizioni #12 e #16 in Regno Unito. Tara anche collaborato con Todd Terry per il disco Get Down e con David Guetta con Delirious e You Are Not Alone - inclusi nell'album Pop Life - e sono stati tra i dischi più suonati nel 2008.
Tara McDonald viaggia regolarmente nel circuito dei club internazionali e le sue serate comprendono regolari esibizioni in Europa, Australia, Russia, Dubai, Stati Uniti, Cina, Egitto e Giordania.
McDonald conduce un programma radiofonico intitolato I Like This Beat, lo show dura un'ora ed è trasmesso in 32 paesi e anche disponibile come podcast su iTunes.
All'inizio del 2012 Tara ha lavorato come coach per il programma televisivo The Voice in Belgio assieme a Quentin Mosimann. Il vincitore della serie, Roberto Bellarosa, del team di Tara McDonald, ha vinto un contratto discografico con Sony Records.
Nel 2012 McDonald ha firmato un contratto con Mercury / Universal e il suo primo album da solista uscirà nel 2013.
Contrariamente ad ogni aspettativa, la regina della Dance, Tara McDonald, e la regina dell'RnB franco-canadese, Zaho, che ha vinto svariati riconoscimenti ottenuto dischi di platino, hanno realizzato assieme un singolo intitolato Shooting Star, uscito ad agosto 2013. Il brano è cantato in inglese e francese. Questa inusuale collaborazione ha ricevuto ben presto svariati apprezzamenti e ottime critiche per la sua originalità. Questo singolo non solo serve a promuovere le doti canore delle artiste, ma anche come promozione per un album destinato ad uscire a fine 2013 da parte di Tara McDonald e una nuova edizione di Contagious da parte di Zaho il 9 ottobre 2013.

## Biografia

### Esordi
Tara è nata a Dartford nel Regno Unito. All'età di 9 anni ha recitato ne I Miserabili al Palace Theatre del West End di Londra. A 12 anni ha partecipato e vinto una competizione canora intitolata "The Danny Kaye Award" presentata da Audrey Hepburn. Il premio consisteva nell'essere ambasciatrice per un anno dell'UNICEF promuovendo i diritti dei bambini in giro per l'Europa e l'Africa. A 13 anni Tara ha recitato assieme a Jude Law nell'opera musicale Joseph and the Amazing Technicolor Dreamcoat in occasione del festival di Edimburgo. Tara ha studiato all'Italia Conti stage school e successivamente alla BRIT School.
Tara ha anche lavorato come ballerina per Karen Ramirez per la promozione del suo singolo Looking For Love e anche per i Jungle Bros per il singolo I'll House You.
Tara ha anche lavorato per CSE (Combined Service Entertainment), un'organizzazione di beneficenza che offre intrattenimento per le truppe inglesi stanziate nel mondo. Tara ha quindi lavorato in paesi quali Afghanistan, Iraq, Sierra Leone, Bosnia, Guam, Isole Falkland.
Nel 2000 si è esibita con Planet Funk cantando Chase The Sun agli Ibiza MTV Music Awards. Ha anche scritto il singolo di debutto dei D-Side intitolato Stronger Together che divenne numero 1 in Giappone.

### Strictly Come Dancing, David Guetta ePlayboy(2005 - 2012)
Dal 2004 al 2007 Tara McDonald ha cantato nel programma Strictly Come Dancing (Ballando Con Le Stelle).
Nel 2005 Tara ha scritto e cantato Feel The Vibe con il produttore svedese Axwell, che andò al numero 20 della classifica Inglese. Nel 2006 ha composto e cantato My My My con Armand van Helden che andò alla posizione numero 11 delle classifiche Inglesi. Tara cantò queste canzoni live durante lo show di Pete Tong a BBC Radio 1 ad Ibiza.
Nel 2007 Tara ha lavorato a due tracce dell'album Pop Life di David Guetta, Delirious e You're not Alone. Tara è anche presente nel videoclip di Delirious.
Il 2007 vide Tara lavorare con Bryan Ferry al suo album Dylanesque cantando e arrangiando alcune armonie vocali. I due si incontrarono in occasione di un concerto benefico della Band Du Lac dove Tara cantò in sottofondo per Gary Brooker, Eric Clapton, Roger Walters. Tara lavorò al successivo album di Bryan Ferry e andò in tour con lui per un anno.
McDonald ha anche lavorato con "Leo Green Experience" come cantante a concerti jazz in Regno Unito come quello di Ronnie Scott e Roy Ayers.
Nel 2008 McDonald ha cantato con Roger Daltrey (della band The Who) Thunder, Lulu & Russ Ballard per l'associazione Childline Rocks all'O2 Arena di Londra.
Nel 2010 è stata fotografata per la copertina dell'edizione Francese di Playboy, intitolata "La musica è sexy", che è stato il numero del magazine più venduto quell'anno. Bryan Ferry, David Vendetta e David Guetta sono stati intervistati per quell'edizione parlando della loro esperienza di lavoro con Tara McDonald.
Sempre nello stesso anno Tara vinse come "Migliore Voce Femminile del 2010" nel sondaggio della prestigiosa rivista francese OnlyForDjs.
Nel 2010 Tara ha collaborato con David Vendetta alla traccia I'm Your Goddess, con il duo australiano TV Rock alla traccia Elevated, con Mischa Daniels alle tracce Everything, Funkerman e Beats for You, con Sydney Samson alla traccia Set me on Fire e infine Give Into The Night/Tomorrow con Dimitri Vegas, Like Mike e Dada Life: il brano fu la colonna sonora del festival Tomorrowland in Belgio e andò in cima alle classifiche internazionali.
Nel 2010 McDonald fu votata come migliore voce della scena dance dai lettori del prestigioso magazine Francese "Only For DJ's".
Nel 2011 Tara ha realizzato la traccia Dynamite con Sidney Samson e il remix di Nicky Romero fu uno dei dischi più suonati dell'anno con più di 2 milioni di visite su YouTube. Sempre nello stesso anno ha lavorato con David Guetta a un brano intitolato Pandemonium con Afrojack che uscì nella compilation FMIF Ibiza Mix distribuita da EMI. Il singolo successivo di Tara "generation 24/7" uscì su Hed Kandi il 26/12/11.
Nel 2011 McDonald si è esibita in un festival durato 24 ore chiamato Burning House (in Sarajevo) assieme a Junior Jack, Sandy Rivera, Chocolate Puma, Steve Edwards e altri artisti, durante la sua seconda visita in Serbia.
McDonald si è esibita al concerto "Girls First" (associazione benefica per bambini) che si è svolto ad Amsterdam assieme alle più grandi pop star Olandesi ed è stata l'unica artista internazionale ad esibirsi. Il concerto è stato tenuto per promuovere la parità di diritti per le giovani donne nei paesi in via di sviluppo. Il concerto è stato trasmesso dalla rete televisiva Avro. Le Nazioni Unite hanno definito l'11 ottobre il giorno delle donne.

### Programma radiofonico eThe Voice
Nel 2012 Tara McDonald ha iniziato a condurre il programma radiofonico Shut Up and Dance su Radio FG. Nel 2013 il programma ha cambiato nome in I Like This Beat (Mixato dal DJ e Produttore italiano Gabry Sangineto) e non solo è trasmesso da Radio FG in Francia e Belgio, ma anche in più di trenta paesi mondiali, sul canale di intrattenimento a bordo della compagnia aerea Emirates e come podcast su iTunes.
Nel 2012 Tara ha anche partecipato come assistente al giudice Quentin Mosimann nel programma The Voice in Belgio.
Sempre nello stesso anno Tara ha firmato un contratto di due album presso Mercury / Universal e il suo primo singolo Give Me More è stato molto suonato in Europa nell'estate 2012. L'album di debutto è previsto per il 2013.

## Discografia

### Singoli
- Money Maker - Tara McDonald Feat. Zion & Lennox - 2019
- Love Me - Tara McDonald Feat. Juan Magán Urband 5 - 2016
- I Need a Miracle - BIP Records - 2016
- Happy Hour - Tara McDonald feat. Tefa & Trackstorm - Universal Music France - 2015
- Vay-K: - Tara McDonald Feat. Snoop Dogg - Universal Music France - 2014
- Shooting Star - Tara McDonald Feat. Zaho - Universal Music France - 2013
- Fix Of You - Tara McDonald - Universal Music France - 2013
- Give Me More - Tara McDonald - Universal Music France - 2012
- Pandemonium - David Guetta & Afrojack featuring Tara McDonald - EMI Records - 2011
- Generation 24/7 - Tara McDonald - [Hed Kandi] Records - 2011
- All Alone - Quentin Mosimann & Tara McDonald - Universal Records - 2011
- Dynamite - Sidney Samson vs Tara McDonald - Spinnin Records - 2011 (Co written by Tara McDonald)
- Set Me On Fire - Sidney Samson vs Tara McDonald - Spinnin Records - 2011 (Co written by Tara McDonald)
- Tomorrow (Give Into The Night) - Dimitri Vegas, Like Mike, Dada Life & Tara McDonald - Smash The House - 2010
- Can't Stop Singing - Mowgli & Tara McDonald - Data Records - 2010 (Co written by Tara McDonald)
- Beats For You - Mischa Daniels & Tara McDonald - Armada Music - 2010 (Co written by Tara McDonald)
- Everything - Funkerman & Tara McDonald - Flamingo Records - 2010 (Co written by Tara McDonald)
- I'm Your Goddess - David Vendetta vs Tara McDonald featuring Alim Gasimov - Dj Centre - 2010 (Co written by Tara McDonald)
- Elevated - TV Rock & Tara McDonald - Neon Records - 2010 (Co written by Tara McDonald)
- La La Land - Joey Negro & Tara McDonald - Blanco Negro Records - 2010 (Co written by Tara McDonald)
- Shake It - Lee Cabrera vs Thomas Gold & Tara McDonald - CR2 Records - 2009
- Revolution - The Vibers & Tara McDonald - Roton - 2009 (Co written by Tara McDonald)
- Love Crazy - Warren Clarke & Tara McDonald - Hed Kandi - 2008 (Co written by Tara McDonald)
- Delirious (from the album Pop Life)- David Guetta feat. Tara McDonald - EMI - 2008 (Co written by Tara McDonald)
- You're Not Alone (from the album Pop Life)- David Guetta feat. Tara McDonald - EMI - 2008 (Co written by Tara McDonald)
- Play On - Todd Terry Allstars feat. Tara McDonald - Strictly Rhythm Records - 2007 (Co written by Tara McDonald)
- Get Down - Todd Terry Allstars feat. Tara McDonald - Strictly Rhythm Records - 2007 (Co written by Tara McDonald)
- Take Me I'm Yours & Let Me In (From the album Music Takes Me) - Stonebridge - Stoneboy Records - 2007 (Co written by Tara McDonald)
- My My My (Funktuary) - Armand Van Helden feat. Tara McDonald - Southern Fried Records - 2006
- Feel The Vibe (Till The Morning Comes)' Axwell feat. Tara McDonald - Data Records/Ministry Of Sound - 2005 (Co written by Tara McDonald)

### Classifiche
My My My - Armand Van Helden Feat. Tara McDonald:
- top 12 UK Single Charts (2004)
- top 4 Australian Single Charts (2004)
- top 5 Dutch Single Charts (2004)
- top 5 Belgium Single Charts (2004)
- top 7 Norweigen Single Charts (2004)
- top 5 Danish Single Charts (2004)
- top 2 Billboard Hot Dance Music/Club Play Chart

Feel the vibe - Axwell Feat. Tara McDonald
- top 16 UK Single Charts (2006)
- top 16 Finland
- top 62 The Netherlands
- top 4 France club 40

Delirious - David Guetta and Tara McDonald (from David Guetta's third album, Pop Life, 2007):
- top 27 Austrian Single Charts (2008)
- top 17 Belgium (Flanders) Single Charts (2008)
- top 2 Belgium (Wallania) Single Charts (2008)
- top 12 Dutch Single Charts (2008)
- top 4 Romanian Singles Charts (2008)
- top 9 French Single Charts (2008)
- top 51 Swedish Single Charts (2008)
- top 16 Swiss Single Charts (2008)

"Tomorrow/Give Into The Night" - Dimitri Vegas, Like Mike, Dada Life & Tara McDonald 2010
- top 16 Belgium Single Charts
- top 48 Portugal Single Charts

Give Me More Tara McDonald 
- top 107 French Singles Charts (2012)[15]

"Shake It" - CR2 records
Lee Cabrera, Thomas Gold & Tara McDonald
- top 1 Beatport 2009
- top 1 Beatport 2012

"Elevated" TV Rock & Tara McDonald - Neon Records 2010
- top 1 Aria Club chart, Australia

Songwriting discography
- D-Side "Stronger Together" Polydor Records,
- Axwell "Feel the Vibe (Til the Morning Comes)" Data Records,
- Dab Hands "Supergood" Gusto Records,
- Todd Terry "Get Down" Strictly Rhythm records,
- Todd Terry "Play On" Strictly Rhythm records,
- Stonebridge "Let Me In" Stoneboy,
- Stonebridge "Take Me I'm Yours" Stoneboy,
- Jean Claude Ades "Perfect Moment" Juno/Wings,
- The Bench Connection "Young At Last" 50/50 records,
- Eddie Thoneick "Forgiveness" Kontor Records
- Michael Woods "Insatiable" Frenetic Records,
- Patrick Hagenhaar "Criminal" Lowered Records,
- David Guetta "Delirious" EMI Records,
- David Guetta "You're Not Alone" EMI Records,
- Hanna Pakarinen "Rescue Me" Sony/BMG Records,
- Mark Knight "Susan" Toolroom Records,
- Warren Clarke & Tara McDonald "Love Crazy" Hed Kandi Records,
- Indra (cantante) "Move In Time" Mercury/Universal Records